# Erysimum ischnostylum
Erysimum ischnostylum är en korsblommig växtart som beskrevs av Josef Franz Freyn och Paul Ernst Emil Sintenis. Erysimum ischnostylum ingår i släktet kårlar, och familjen korsblommiga växter. Inga underarter finns listade i Catalogue of Life.